# Cape Ellsworth
Cape Ellsworth är en udde i Antarktis. Den ligger i Östantarktis. Nya Zeeland gör anspråk på området. Ellsworth ligger på ön Young Island.